# Saint-Laurent (Alta Garona)
Saint-Laurent sur Save é uma comuna francesa na região administrativa de Occitânia, no departamento de Alta Garona. Estende-se por uma área de 8,39 km². Em 2010 a comuna tinha 181 habitantes (densidade: 21,6 hab./km²).